# Необыкновенный город
«Необыкновенный город» — советский художественный фильм, снятый режиссёром Виктором Эйсымонтом на киностудии им. Горького в 1962 году (стереоформат), обычный вариант — в 1963 году. Премьера фильма состоялась 3 апреля 1963 (стерео), 30 марта 1964 года (обычный вариант).

## Сюжет
Авантюрист Облапошкин, любящий получать выгоду для себя во всём и ото всех, по воле случая, попадает в фантастический город знаменитого дрессировщика Дурова, в котором живут его звери. Жизнь «Необыкновенного города» построена на полном очеловечивании населяющих его зверей. Животные выступают в фильме в роли людей.
Не в силах изменить своим привычкам обыватель Облапошкин, главное для которого — это собственное благополучие, и здесь старается извлечь для себя выгоду.

## В ролях
- Борис Новиков — Евгений Петрович Облапошкин
- Эмилия Трейвас — жена Облапошкина
- Владимир Дуров — дрессировщик Дуров
- Эраст Гарин — Крутиков, директор бани / секретарша Крутикова / Пал Палыч, дядя Облапошкина

## Съёмочная группа
- Сценарий — Николай Зиновьев, Николай Эрдман
- Постановка режиссёра — Виктор Эйсымонт
- Главный оператор — Дмитрий Суренский
- Художники — Е. Галлей, И. Бахметьев
- Композитор — Моисей Вайнберг
- Звукооператор — Ю. Закржевский